# Winnemark

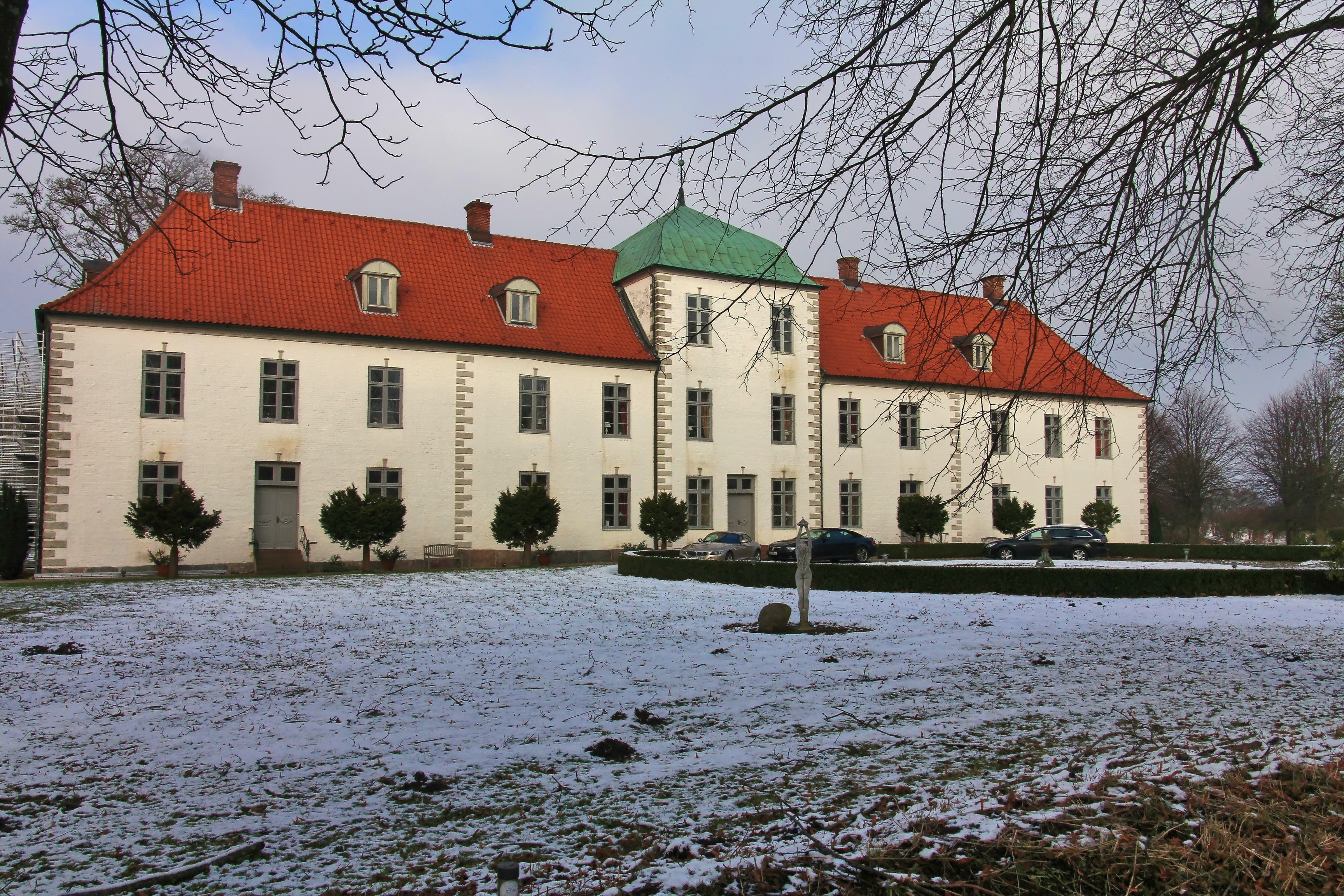
Karlsburg

Winnemark é um município da Alemanha, localizado no distrito de Rendsburg-Eckernförde, estado de Schleswig-Holstein.